# Пјегаро
Пјегаро (итал. Piegaro) је насеље у Италији у округу Перуђа, региону Умбрија.
Према процени из 2011. у насељу је живело 757 становника. Насеље се налази на надморској висини од 353 м.

## Становништво
Према резултатима пописа становништва 2011. у општини је живело 3.799 становника.
| 1931. | 1936. | 1951. | 1961. | 1971. | 1981. | 1991. | 2001. | 2011. |
| ----- | ----- | ----- | ----- | ----- | ----- | ----- | ----- | ----- |
| 5.587 | 5.450 | 5.973 | 5.198 | 4.126 | 3.770 | 3.574 | 3.645 | 3.799 |

## Партнерски градови
- Verneuil-en-Halatte